# Walter Jean Ganshof van der Meersch
Walter Jean Ganshof van der Meersch (* 18. Mai 1900 in Brügge, Provinz Westflandern; † 12. September 1993 in Tintange, Provinz Luxemburg) war ein belgischer Bobsportler und Jurist, der an den Olympischen Winterspielen 1928 in St. Moritz teilgenommen hatte und zwischen 1973 und 1986 Richter am Europäischen Gerichtshof für Menschenrechte in Straßburg war.

## Leben

### Familie, Studium und Rechtsanwalt
Ganshof war der Sohn von Arthur Ganshof, einem Rechtsanwalt aus Brügge, sowie Louise van der Mersch, die in ihrem Haus zahlreiche flämisch- und wallonischsprachige Schriftsteller zu literarischen Zirkeln versammelte. Sein Bruder war der Historiker François Louis Ganshof. Er absolvierte seine schulische Ausbildung am Königlichen Atheneum in Brügge, ehe er nach Beginn des Ersten Weltkrieges seine Schulbildung in England und später in Frankreich fortsetzte. Im August 1918 meldete er sich noch freiwillig zum Militärdienst in der Armee und nahm nach Kriegsende ein Studium der Rechtswissenschaften an der Universität Brüssel auf, nachdem sich die Familie in Brüssel niedergelassen hatte und der Vater dort als Rechtsanwalt arbeitete. Nachdem er sein Studium 1921 abgeschlossen hatte, nahm auch er eine Tätigkeit als Rechtsanwalt in Brüssel in der Anwaltskanzlei des späteren mehrfachen Justizministers und Premierminister Paul-Émile Janson auf.
1923 heiratete er Elisabeth Orts, die Tochter des Diplomaten und Professors an der Universität Brüssel Pierre Orts sowie Urenkelin des Präsidenten der Abgeordnetenkammer und Staatsministers Auguste Orts. Kurz darauf verließ er die Kanzlei von Janson und wurde Vertreter des Staatsanwalts von Brüssel Léon Cornil. Während dieser Zeit lernte er auch Generalstaatsanwalt Jean Servais kennen.

### Olympiateilnehmer 1928
Bei den Olympischen Winterspielen 1928 in St. Moritz gehörte Ganshof zu den Mitgliedern der belgischen Olympiamannschaft und gehörte zusammen mit Ernest Lambert, Marcel Sedille-Courbon, Léon Tom und Max Houben zum Fünferbob Belgien I. Bei den Bob-Wettbewerben in Olympia Bob Run St. Moritz–Celerina belegte er mit diesem Bob mit einer Zeit von 3:24,5 Minuten den sechsten Rang.
Sein älterer Bruder Georges Ganshof van der Meersch war ebenfalls Olympiateilnehmer, und zwar bei den Olympischen Sommerspielen 1936 in Berlin, wo er an den Wettbewerben im Springreiten antrat und im Einzelwettkampf den vierten Platz belegte.

### Staatsanwalt und Zweiter Weltkrieg
1929 wurde Ganshof auch stellvertretender Staatsanwalt am Brüsseler Militärgericht, ehe er durch die Förderung Paul-Émile Jansons 1933 Nachfolger Cornils als königlicher Staatsanwalt von Brüssel wurde, während Cornil wiederum Nachfolger von Servais als Generalstaatsanwalt am Berufungsgericht wurde. Die politisch unterstützte Berufung des erst 33-jährigen stieß jedoch auf Kritik wie zum Beispiel in der Satirezeitschrift L’Appréciation, da Raoul Hayoit de Termicourt als Nachfolger Cornils vorgesehen war.
Daneben wurde er 1936 auch Dozent für Strafrecht in der französischsprachigen Abteilung der Universität Brüssel uns später auch an der niederländischsprachigen Abteilung sowie 1938 auch Dozent für öffentliches Recht.
Wenige Monate nach Beginn des Zweiten Weltkrieges wurde Ganshof im April 1940 Generalstaatsanwalt am Militärgerichtshof Belgiens, abermals durch Förderung von Paul-Émile Janson und von Premierminister Hubert Pierlot. Sein Nachfolger als Staatsanwalt von Brüssel wurde Lucien van Beirs. Nach der Besetzung Belgiens durch die deutsche Wehrmacht wurde er zusammen mit dem damaligen Leiter der Staatssicherheitsbehörde Robert de Foy beauftragt, Untersuchungsverfahren gegen einige Hundert Belgier und Ausländer durchzuführen, die im Verdacht der Kollaboration mit Deutschland standen. Zu den Personen, die am 10. Mai 1940 verhaftet wurden, gehörten die flämischen Nationalisten Auguste Borms und Joris van Severen. Diese Verdächtigen wurden dann nach Abbeville in Frankreich transportiert, wo sie von französischen Soldaten kurzerhand hingerichtet wurden. 
Zwei Monate später wurden er und de Foy von den deutschen Besatzungstruppen selbst verhaftet, im Dezember 1940 aber wieder freigelassen. Allerdings erließ die deutsche Militärverwaltung in Belgien 1941 ein Berufsverbot gegenüber Ganshof und anderen führenden Juristen wie Léon Cornil. Am 12. Dezember 1942 wurden er und andere Juristen wie der Brüsseler Staatsanwalt Lucien van Beirs, der Generalstaatsanwalt am Berufungsgericht Lucien Pholien, Bruder des Politikers Joseph Pholien, sowie dessen Stellvertreter Adrien van den Branden de Reeth erneut verhaftet und bis Februar 1943 in der Zitadelle von Huy inhaftiert.
Nachdem er vom 22. bis zum 23. März 1943 erneut festgenommen wurde, tauchte er zunächst unter, ehe er Mitte Juni 1943 nach London floh. Dort wurde er von der Exil-Regierung unter Premierminister Pierlot zum Hohen Kommissar für die Reichssicherheit ernannt und war als solcher zuständig für die Koordination des Widerstands sowie die Handhabung der Ordnung der Staatssicherheit nach der Befreiung von der deutschen Besatzung zuständig. Daneben war er verantwortlich für die Aufstellung einer Liste von Personen, die nach der Befreiung wegen Kollaboration verhaftet werden sollten.

### Nachkriegszeit, Generalanwalt am Kassationshof und Minister für Afrikaangelegenheiten
Nach Kriegsende wurde Ganshof 1945 wieder Generalstaatsanwalt am Militärgerichtshof, der sich mit Kriegsverbrecherprozessen wie dem gegen Edmond van Dieren befasste.
Als es Mitte 1945 zu einer Regierungskrise kam, wurde er von König Leopold III. kurzzeitig um Bildung einer Regierung ohne parlamentarische Mehrheit gebeten, was er jedoch ablehnte, so dass Achille Van Acker weiterhin Premierminister blieb. 
Die für 1947 von Innenminister Piet Vermeylen beabsichtigte Ernennung von Ganshof zum ersten Vorsitzenden des neu gegründeten Staatsrates, dem Beratungs- und Rechtsprechungsorgan innerhalb der ausführenden Gewalt, scheiterte am Veto von Premierminister van Ackeren, während neben Vermeylen auch die beiden Politiker der Belgischen Sozialistischen Partei, Paul-Henri Spaak und Henri Rolin, die Berufung unterstützt hatten.
Im Februar 1947 erfolgte seine Ernennung zum Generalanwalt am Kassationshof, dem höchsten ordentlichen Gericht Belgiens, wodurch er abermals Nachfolger von Léon Cornil wurde. Daneben engagierte er sich 1959 als Vize-Vorsitzender des Instituts für vergleichende Rechtswissenschaften.
Am 16. Mai 1960 ernannte ihn Premierminister Gaston Eyskens zum Minister ohne Geschäftsbereich mit der besonderen Zuständigkeit für allgemeine Angelegenheiten von Afrika. Als solcher war er zuständig für die Entlassung der belgischen Kolonien in die Unabhängigkeit. Das Amt bekleidete er knapp zwei Monate bis zum 20. Juli 1960 und wurde am 23. Juli 1960 durch August De Schryver abgelöst, der bis dahin Minister für Belgisch-Kongo und Ruanda-Urundi war. 1961 war er Professor für internationale vergleichende Rechtswissenschaft an der Universität Straßburg.

### Hochschullehrer und Aufstieg zum Generalstaatsanwalt am Kassationshof
Daneben nahm Ganshof den Ruf auf eine Professur für öffentliches Recht an der Universität Brüssel und gründete an der 1969 daraus hervorgegangenen Université libre de Bruxelles (ULB) 1963 das Institut für Europäische Studien (Institut d’Études Européennes), deren Präsident er von 1963 bis 1970 war. Zu seinen Assistenten am Lehrstuhl für öffentliches Recht gehörte François Perin, später Mitbegründer des Mouvement populaire wallon (MPW) und zwischen 1974 und 1976 Minister für institutionelle Reformen in der Regierung von Premierminister Leo Tindemans.
1965 übernahm er als Nachfolger von Roger Janssens de Bisthoven die Funktion als Erster Generalanwalt am Kassationshof, ehe er schließlich im Juli 1968 Generalstaatsanwalt am Kassationshof wurde. Er wurde damit Nachfolger von Raoul Hayoit de Termicourt, der seit 1954 Nachfolger von Léon Cornil in diesem Amt war. Dieses Amt bekleidete er sechs Jahre lang bis Mai 1974. Gleichzeitig wurde er 1968 Vize-Vorsitzender des Internationalen Instituts für Menschenrechte, deren Vorsitzender er einige Zeit später war.

### Richter am Europäischen Gerichtshof für Menschenrechte
1973 wurde Ganshof, der im November 1974 als Burggraf in den erblichen Adelsstand erhoben wurde, Richter am Europäischen Gerichtshof für Menschenrechte (EGMR) in Straßburg und bekleidete diese Funktion bis 1986. Er war damit Nachfolger von Henri Rolin und damit der zweite Belgier in einem solchen Richteramt. Er wurde nach seinem Ausscheiden 1986 von Jan De Meyer abgelöst. Zuletzt war er von 1985 bis 1986 Vizepräsident des EGMR. Darüber hinaus fungierte er in zwei Fällen als Ad-hoc-Richter am Internationalen Gerichtshof.
1978 wurde er Mitglied der Académie royale des Sciences, des Lettres et des Beaux-Arts de Belgique, deren korrespondierendes Mitglied er seit 1972 war. 1985 war er Vorsitzender der Akademie und erhielt 1993 einen Ehrendoktor der Universität Straßburg.
Nach seinem Tod wurde ihm zu Ehren 1995 der Ganshof van der Meersch-Lehrstuhl am Institut für Europäische Studien der Université libre de Bruxelles gegründet. Der Lehrstuhl setzt seinen Schwerpunkt auf wirtschaftliche, historische, politische und rechtliche Aspekte der  europäischen Integration sowie im öffentlichen Recht. Inhaber des Lehrstuhls für das Jahr 2014 wurde John Loughlin, Professor an der University of Cambridge und Direktor des dortigen Von Hügel Instituts.

## Veröffentlichungen
- Une mission scientifique belge dans le massif du Ruwenzori: à la conquête des régions inaccessibles' de l'Afrique, 1933
- Des rapports entre le chef de l'État et le gouvernement en droit constitutionnel belge, 1950
- Défense nationale et souveraineté, 1950
- La constitution belge et l'évolution de l'ordre juridique international: rapport soumis à la XIIme journée interuniversitaire d'études juridiques, 1952
- ouvoir de fait et règle de droit dans le fonctionnement des institutions politiques, 1957
- Le droit électoral au Congo belge, Mitautor François Perin, 1958
- The problem of the Security of the state and liberty, 1958
- Introduction au droit constitutionnel comparé, 1959
- Congo, Mei-June 1960: verslag van de minister belast met de algemene zaken in Afrika, 1960
- Structures: conseils, Haute Autorité, commissions, 1960
- Justice et droit international pénal, 1961
- Organisations Européennes: Les Institutions, Brüssel 1963
- Fin de la souveraineté belge au Congo: documents et réflexions, 1963
- La primauté de l'exécutif: rapport général au VIIe Congrès international de droit comparé, 1966
- Réflexions sur le droit international et la révision de la Constitution, 1968
- Droit des Communautés Européennes, Brüssel 1969[7]
- De Belgische rechter tegenover het internationaal recht en het gemeenschapsrecht, 1969
- Les novelles: droit des Communautés européennes, 1969
- Le régime juridique des titres de sociétés en Europe et aux États-Unis, 1970
- La preuve en matière d'impôts directes: essai, 1970
- Miscellanea W.J. Ganshof van der Meersch: studia ab discipulis amicisque in honorem agregii professoris edita; Mélanges publiés sous l'égide et avec l'appui du Centre interuniversitaire de droit public et de l'Universite libre de Bruxelles, 1972
- Beschouwingen over de herziening van de Grondwet, 1972
- Notice sur la vie et les travaux de Leo Cornil: apercus de l'histoire de l'Universite de Bruxelles sous l'occupation ennemie, 1940-1944, 1972
- Les recours des individus devant les instances nationales en cas de violation du droit européen: communautés européennes et Convention européenne des droits de l'homme, 1978
- L'Ordre juridique des communautés européennes et le droit international, 1978
- Rapports belges au XI: Congrès de l'Académie internationale de droit comparé, Caracas, 29 août-5 septembre 1982, 1982
- Les relations exterieures des Etats à système constitutionnel régional ou fédéral, Mitautor R. Ergec, 1986